# Idaea prionosticha
Idaea prionosticha là một loài bướm đêm trong họ Geometridae.